# Liu Yandong

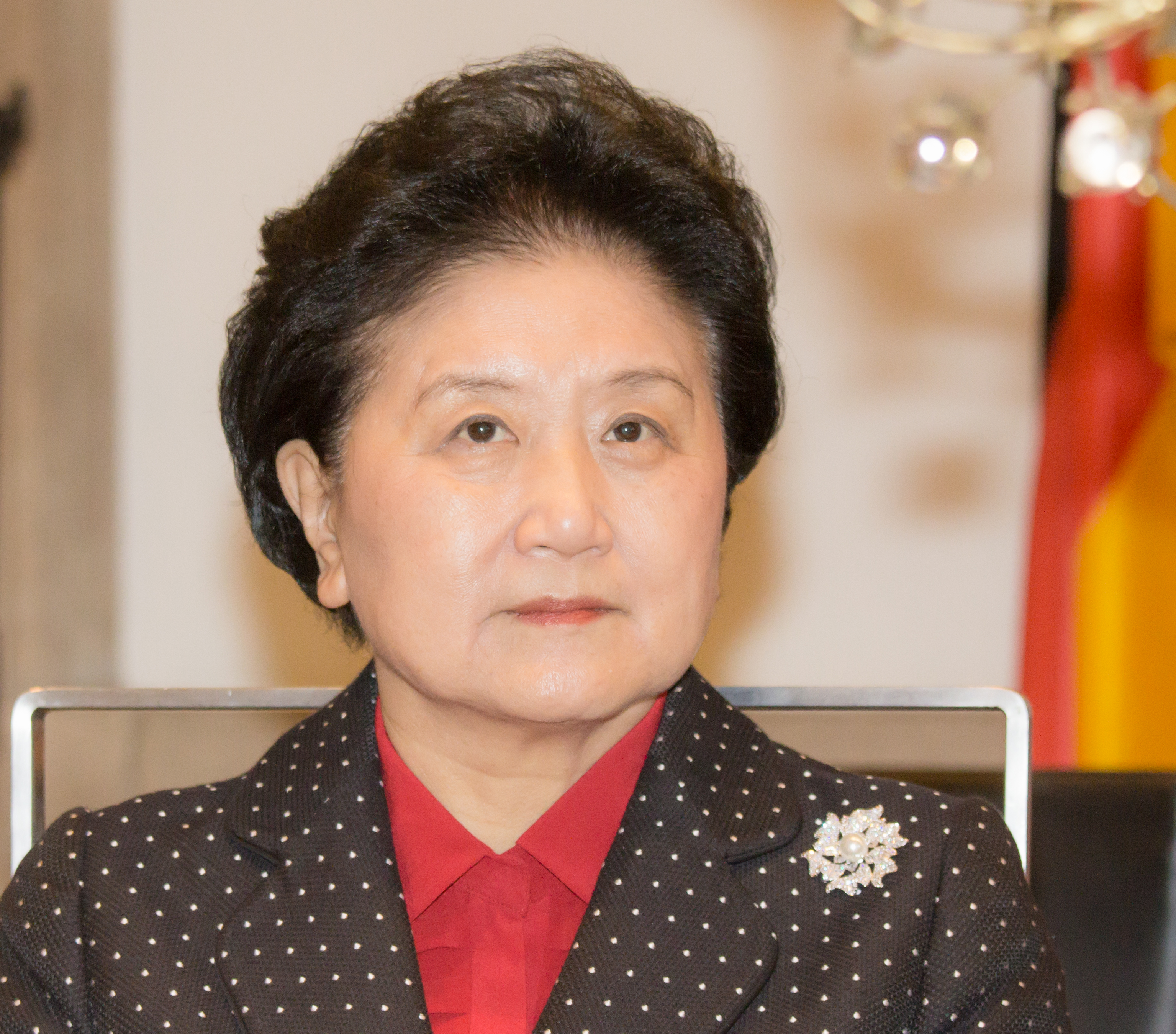
Liu Yandong 2016

Liu Yandong (chinesisch 刘延东; * November 1945 in Nantong, Jiangsu) ist eine ehemalige chinesische kommunistische Politikerin. Sie war von 2007 bis 2017 Mitglied des Politbüros der Kommunistischen Partei Chinas, ab 2008 bis 2018 Mitglied des Staatsrates der Volksrepublik China, ab 2013 als zweite Vizeministerpräsidentin.
Liu ist eine Absolventin der Tsinghua-Universität. Nach ihrer Tätigkeit in der Kommunistischen Jugendliga war sie von 2002 bis 2007 Leiterin der Einheitsfront-Abteilung beim Zentralkomitee der Kommunistischen Partei und von 2003 bis 2008 Vize-Vorsitzende der Politischen Konsultativkonferenz des chinesischen Volkes.
2007 bis 2012 war Liu einziges weibliches Mitglied des Politbüros. Zuvor war dies seit 2002 Wu Yi. Von 2012 bis 2017 gehörte mit Sun Chunlan, die bis 2022 in diesem Amt blieb, eine zweite Frau dem Politbüro an.
Von 2008 bis 2018 war sie im Staatsrat der Volksrepublik China vertreten. Ab 2013 war sie als zweite Vizeministerpräsidentin zuständig für die Bereiche Erziehung, Gesundheitswesen und Sport.